# Kemmu-Restauration
Die Kemmu-Restauration (jap. 建武の新政 Kenmu no Shinsei; 1333–1336) ist eine kurze Zwischenperiode der japanischen Geschichte im Übergang von der Kamakura-Zeit zur Muromachi-Zeit, die nach der Kenmu-Ära benannt ist. Sie stellt den Versuch des Tennō Go-Daigo dar, den Kaiserhof in Kyōto wieder an die Macht zu bringen, der auf eine rein zeremonielle Funktion reduziert war. Die Familie Minamoto vererbte seit dem Jahr 1192 den Titel Seii Taishōgun (kurz Shōgun) in ihren Reihen und regierte Japan vom Bakufu in Kamakura aus.
Tennō Go-Daigo setzte 1333 den bisherigen Shōgun ab und machte seinen eigenen Sohn, Prinz Moriyoshi, (auch bekannt als Prinz Morinaga) zum Shōgun, und übertrug ihm damit die Befehlsgewalt über das Militär. Der Samurai Ashikaga Takauji (1305–1358) lehnte sich jedoch gegen Prinz Moriyoshi auf und entmachtete ihn. Prinz Moriyoshi wurde 1335 von Ashikaga Takaujis jüngerem Bruder Ashikaga Tadayoshi getötet. Der Restaurationsversuch des Tennō Go-Daigo scheiterte 1336 endgültig, und der Kaiserhof spaltete sich in die Nord- und die Süd-Dynastie. Die Auseinandersetzung dauerte bis zum Jahr 1392, als die Dynastie unter Führung von Ashikaga Yoshimitsu vereinigt wurde.
Bis zum Ende der Edo-Zeit blieben die Tennō machtlos.